# Fondation universitaire (France)
Pour les articles homonymes, voir Fondation universitaire.
Le statut de fondation universitaire a été créé en France en 2007 par la loi relative aux libertés et responsabilités des universités. Le but de ces fondations est de faciliter l'apport de sources complémentaires de financement aux universités.

## Objectifs
Les établissements publics à caractère scientifique, culturel et professionnel (dont font partie les universités) peuvent créer certains types de fondations afin de diversifier leurs sources de financement, en permettant le recours aux dons privés (entreprises, particuliers dont anciens élèves), en complément des budgets publics. Des incitations fiscales sont prévues pour les acteurs privés. Si plusieurs statuts juridiques le permettant ont été créés, cet apport n’a pas pour vocation de se substituer aux financements publics.
Le statut de Fondation universitaire a été créé en France par loi relative aux libertés et responsabilités des universités du 10 août 2007, et modifié par la Loi de modernisation de l'économie du 4 août 2008. Une partie du programme Investissements d'avenir (initié en 2010) a été utilisée pour doter des Fondations d'Université. L'utilisation peut concerner l'enseignement proprement dit, la recherche, les bâtiments et équipements, l'aide aux étudiants…
En 2022, les fondations universitaires restent significativement plus développées et mieux dotées à l'étranger qu'en France. Par exemple, l'université de Kyoto dispose d'un fonds, abondé par le gouvernement de 300 M$  en 2015, destiné à encourager l'entrepreneuriat. L'université McGill dispose d'une dotation de 1,8 milliard CAD en 2021. L'université de Cambridge dispose d'une dotation estimée à 7,121 milliards £ en 2019.

## Statuts
Dans l'enseignement supérieur, trois types de fondations ont coexisté pouvant recueillir des fonds publics et privés :
- la fondation de coopération scientifique nécessite une reconnaissance d'utilité publique du ministère de la recherche ;
- la fondation universitaire, créée par un établissement public à caractère scientifique, culturel et professionnel « pour la réalisation d'une ou plusieurs œuvres ou activités d'intérêt général et à but non lucratif conformes aux missions du service public de l'enseignement supérieur »[5] ;
- la fondation partenariale, créée par un établissement public à caractère scientifique, culturel et professionnel « en vue de la réalisation d'une ou plusieurs œuvres ou activités d'intérêt général conformes aux missions du service public de l'enseignement supérieur »[6].

## Développement
En juin 2010, soit trois ans après la loi d'autonomie des universités, une trentaine d'universités avaient créé leur fondation et autant de projets étaient à l'étude. Cependant, la crise ralentissait leur développement, et leur collecte était encore réduite : de quelques milliers à quelques millions €, pour 30 millions d'€ au total (mis à part celle de l'école d'économie de Toulouse, au statut de fondation de coopération scientifique comme celle de l'école d'économie de Paris). Au début 2011, 40 fondations universitaires avaient été créées, parmi lesquelles les fondations (universitaire) de Bordeaux et (partenariale) de Strasbourg avaient reçu les dons les plus importants.
Les dons aux fondations peuvent provenir d'entreprises (mécénat d'entreprise) ou de particuliers (donateurs). Pour susciter des vocations de mécènes, les universités entreprennent maintenant de recenser celles, parmi leurs recherches en cours, dont les sujets peuvent intéresser les entreprises.
En France les universités, dont les fondations sont récentes, souffrent de la concurrence des grandes écoles ; les décideurs des entreprises françaises sont le plus souvent formés dans des écoles d’ingénieurs ou de management. Les universités françaises travaillent aussi désormais à créer, auprès de leurs anciens élèves (alumni), le sentiment d'appartenance caractéristique des établissements anglo-saxons.

## Liste
| Fondation                                                                 | Dates          | Objet                                                                   | Établissement                                      | Capital                                                                   |
| ------------------------------------------------------------------------- | -------------- | ----------------------------------------------------------------------- | -------------------------------------------------- | ------------------------------------------------------------------------- |
| Fondation Université de Clermont-Ferrand                                  | avril 2008     | Fondation universitaire                                                 | Université d'Auvergne                              | inconnu                                                                   |
| Fondation universitaire Hiérolexique - Lexicographie de l'égyptien ancien | septembre 2008 | Fondation universitaire                                                 | Université Montpellier 3                           | inconnu                                                                   |
| Fondation Université de Strasbourg                                        | 2012, (2008)   | Fondation de coopération scientifique (Fondation partenariale avant)    | Université de Strasbourg                           | inconnu (mais 56,5 M€ de dons cumulés 2010-2023)                          |
| Fondation Bordeaux Université                                             | 2014, (2009)   | Fondation de coopération scientifique (Fondation universitaire avant)   | Université de Bordeaux (ComUE)                     | 3 M€ dont 1,5 M€ non consomptibles                                        |
| Fondation Catalyses                                                       | 2009           | Fondation universitaire                                                 | Université Toulouse-III-Paul-Sabatier              | inconnu                                                                   |
| Sorbonne Universités                                                      | 2010           | Fondation de coopération scientifique                                   |                                                    | inconnu                                                                   |
| Paris Sciences et Lettres                                                 | 2010           | Fondation de coopération scientifique                                   | ComUE                                              | inconnu                                                                   |
| Fondation Rennes 1                                                        | 2010           | Fondation universitaire                                                 | Université Rennes-I                                | inconnu                                                                   |
| Fondation La Rochelle Université                                          | 2009           | Fondation universitaire                                                 | Université de La Rochelle                          | inconnu                                                                   |
| Université Bourgogne - Franche-Comté                                      | 2010           | Fondation de coopération scientifique                                   | ComUE                                              | inconnu                                                                   |
| Fondation Paris-Sud Université                                            | 2010           | Fondation universitaire                                                 | Université Paris-Sud                               | inconnu                                                                   |
| Fondation UVSQ                                                            | 2011           | Fondation partenariale                                                  | Université de Versailles Saint-Quentin-en-Yvelines | inconnu                                                                   |
| Fondation de la Catho de Lille                                            | 2012           | Fondation reconnue d'utilité publique                                   | Université catholique de Lille                     | inconnu                                                                   |
| Fondation Université de Lille                                             | 2014           | Fondation partenariale                                                  | Université de Lille                                | 15 M€ dont 12,75 M€ non consomptibles                                     |
| Fondation Université Grenoble-Alpes                                       | 2015           | Fondation universitaire                                                 | Université Grenoble-Alpes                          | inconnu (mais 15 M€ de dons cumulés 2014-2021)                            |
| Fondation ID+ Lorraine                                                    | 2021           | Fondation de coopération scientifique (fondation universaire 2011-2021) | Université de Lorraine                             | 3,255 M€ dont 1,5 M€ non consomptibles (9,6 M€ de dons cumulés 2011-2022) |
| Fondation partenariale Paris-Saclay Université                            | 2023           | Fondation partenariale                                                  | Université Paris-Saclay                            | inconnu                                                                   |